# Quintus Caecilius Metellus Creticus Silanus
Quintus Caecilius Metellus Creticus Silanus war ein Politiker in der Römischen Kaiserzeit. 
Quintus Caecilius Metellus Creticus Silanus war Konsul 7 n. Chr. In der Zeit zwischen 12/13 und Ende 17 n. Chr. war konsularer Legat von Syrien. Silanus nahm den aus Armenien vertriebenen König Vonones I. in Schutzhaft. Als Germanicus in den Osten gesandt wurde, löste Tiberius ihn ab, angeblich weil seine Tochter Iunia mit dem Germanicussohn Nero Iulius Caesar verlobt war.